# Antipater Etesias
Antipater Etesias (tiếng Hy Lạp: Ἀντίπατρος Ἐτησίας) là con trai của Phillippos, người em trai vua Kassandros. Ông đã lên ngôi vua sau khi Ptolemaios Keraunos tử trận, còn Meleager thì bị lật đổ. Triều đại của ông chỉ kéo dài trong một khoảng thời gian 45 ngày. Người Macedonia đã đặt cho Antipater tên hiệu Etesias, bởi vì ông cai trị trong khoảng thời gian mà gió estesia thổi hàng năm. Ông là một tướng quân đội kém cỏi và đã bị Sosthenes lật đổ, có thể ông ta vốn là một tướng trong quân đội của Lysimachos vào khoảng năm 280 hay 279 TCN. Mặc dù vậy, ông vẫn còn giữ được một bộ phận của quân đội Macedonia và sau đó ông lại bị đánh bại bởi Antigonos II Gonatas. Sau này, ông đã trốn sang Ai Cập, tại đây ông còn được nhắc đến tận 20 năm sau, khi được vua Ptolemaios III Euergetes ủng hộ như là một đối thủ tiềm năng cho việc tranh giành ngôi báu của Macedonia.